# Таджикфильм
«Таджикфи́льм» (тадж. Тоҷикфилм) — таджикская киностудия художественных, документальных и анимационных фильмов. Основана в 1930 году.

## История
В 1930 году Высший Совет народного хозяйства присвоил маленькой кинолаборатории новое наименование «Таджиккино». Изначально производила хроникально-документальные фильмы, а затем, с 1932 года — художественные. С 1935 года начала выпускать фильмы со звуком. С 1938 по 1961 годы носила название Сталинабадская студия художественных фильмов, а с 1961 года — киностудия «Таджикфильм».
В 1941—1943 годах временно объединилась с Московской киностудией «Союздетфильм».
После отъезда эвакуированных в первые послевоенные годы студия не снимала ни одного художественного фильма Лишь в 1956 году выпущена картина «Дохунда».
На киностудии в разные времена снимались такие фильмы, как «Гляди веселей», «Смерть ростовщика», «Сказание о Рустаме», «Рустам и Сухраб», «Звезда в ночи», «Сказание о Сиявуше», «Ниссо», «Телохранитель», «В талом снеге звон ручья», «Семейные тайны», «Говорящий родник», «Юности первое утро», «Дополнительный прибывает на второй путь», «Встреча у старой мечети» и другие.
С 1993 года на киностудии не было снято ни одного фильма из-за отсутствия финансирования. Сотрудники киностудии выживали за счёт небольших международных заказов на видеофильмы и видеоролики. В 2005 году «Таджикфильм» приступил к съемкам масштабной эпопеи «Шамсиддин Шохин» — о жизни таджикского классика.

## Фильмография
- См: Список фильмов студии «Таджикфильм»
- См: Список мультфильмов студии «Таджикфильм»

## Награды
- Орден Дружбы народов (7 января 1980 года) — за заслуги в развитии советского киноискусства[4].

## Известные персоналии
- См. Категория:Персоналии:Таджикфильм